# オートギヤシフト
オートギヤシフト（AGS; Auto Gear Shift）は、スズキが開発した自動車用の有段自動変速機で、同社の登録商標（第5739263号）である。マニュアルトランスミッション（手動変速機、MT）のクラッチ操作と変速操作が自動化され、運転手が介入する必要がないオートメイテッドマニュアルトランスミッション（AMT）に分類される。5段仕様の5AGSと6段仕様の6AGSがある。自動変速システムはイタリアのマニエッティ・マレリ（現マレリ）社によるもの。
インド市場（マルチ・スズキ・インディア）では当初EZ Driveと呼ばれていた。
基本構造はシングルクラッチのマニュアルトランスミッション（MT）であるが、クラッチ操作および変速操作を電動油圧式のアクチュエーターにより自動で行うため、これらの操作を必要とせず、オートマチック限定免許でも運転することができる。一般的にはAMT（オートメイテッドマニュアルトランスミッション）と呼ばれる。他のAMTとの違いとして、オートマチックトランスミッション（AT）や無段変速機（CVT）のようにPレンジやクリープ現象を備えており、基本構造はMTであるが操作方法はATやCVTとほとんど変わらない。
2014年2月5日にインド市場向けに発表された小型乗用車、スズキ・セレリオに初めて採用された。日本国内市場では、2014年8月26日発売の軽トラック、キャリイに初搭載された。その後もスズキの軽自動車に積極的に搭載されていき、コンパクトカー等にも搭載されている他、最近ではストロングハイブリッド車の駆動システムとして改良し搭載されている。
2015年には、マニエッティ・マレリとスズキ、マルチ・スズキの合弁会社（Magneti Marelli Powertrain India Private、2007年設立）でインドにAMT製造のための新工場を建設した。
日本国内では2018年頃に最大9車種が搭載していたが2020年代に入ってから搭載車種が減少傾向にあり、最後の搭載車種であったソリオ、ソリオバンディット2車種のハイブリッド車が2025年1月の仕様変更でカタログ落ちしたのを最後に新車ラインナップから姿を消した。

## 利点と欠点
コンピュータで制御された電動油圧式アクチュエーターにより、シフトチェンジ・クラッチ操作を自動で行うため、一体型コントローラーによりプログラミングされた適切なタイミングで操作が行われる。これにより、MT車で起こりがちなエンジンの無駄な空ぶかしやガソリン消費がなくなる。また、流体を通して動力を伝えるトルクコンバータ式ATと異なりクラッチを介して動力を伝えるため、伝達損失が無く、結果としてMTやATに比べ燃費がよいとされている。スズキは、AT車の手軽な操作で運転でき、かつMT車のようにダイレクト感のある走りを兼ね備えた理想のトランスミッションと述べた。例として、キャリイにおいては5速MTベースのAGS搭載によりそれまで採用されていた3速ATと比べ、高速走行時のエンジン回転数を低く抑えることができ、その分静粛性に優れるといった点もある。トランスミッションの重量は基のMTの10 kg増で、CVTと比較すると20 - 30%軽い。
一方AGSの弱点として、変速ショックが大きい、慣れないとギクシャクするといった声や、急発進する、ギヤが入らない、作動油が無交換指定ながら故障時はASSY交換のため高額になる、などの問題点も挙げられている。変速ショックの対策として2nd発進モードを備えた車種も存在する。

## 採用車種の一覧
- スズキ・セレリオ 2014年 - 現在
- スズキ・キャリイ 2014年 - 2022年
- スズキ・アルト 2014年 - 2021年
- スズキ・エブリイ 2015年 - 2024年
  - 三菱・ミニキャブ 2015年 - 2019年
  - 日産・NV100クリッパー 2015年 - 2024年
  - マツダ・スクラム 2015年 - 2024年
- マルチスズキ・ワゴンR/スティングレー 2015年 - 現在（排気量1,000 cc）
- スズキ・アルトラパン 2015年 - 2020年
- スズキ・ソリオ 2016年 - 2020年、2022年 - 2025年（ハイブリッド専用）
  - 三菱・デリカD:2 2016年 - 2020年（ハイブリッド専用）
- スズキ・ソリオバンディット 2016年 - 2020年（ハイブリッド専用）
- スズキ・イグニス 2016年 - 現在（インド、インドネシア、欧州、南アフリカ仕様）
- スズキ・ビターラブレッツァ 2016年 - 2020年
- スズキ・スイフト 2017年 - 現在（日本市場はハイブリッド専用で2021年に廃止）
- スズキ・ディザイア 2017年 - 現在
- スズキ・エスプレッソ 2019年 - 現在
- スズキ・バレーノ 2022年 -
- スズキ・エスクード 2022年 - 2024年（ハイブリッド専用）
  - スズキ・ビターラ 2022年 - （ハイブリッド専用）